# Laurent-Simon Ikenge Lisambola
Laurent-Simon Ikenge Lisambola est un homme politique de la République démocratique du Congo. Il est ministre de l’Urbanisme et habitat dans le gouvernements Gizenga I et ministre de la fonction publique dans Gizenga II, de février 2007 à octobre 2008. Il est membre du MSR,
En janvier 2019, il est élu comme député National pour la province de la Tshopo, dans la circonscription d'Isangi.